# Haminoea
Genre
Synonymes
- voir paragraphe #Synonymes

Haminoea est un genre de mollusques gastéropodes marins de la famille des Haminoeidae.

## Historique
Le genre Haminoea est décrit en 1830 par William Turton & J. F. Kinston (d),.

## Synonymes
- sous-genre Bulla (Haminoea) Turton & Kingston (in Carrington), 1830[3]
- genre Haminaea Gray, 1847[3]
- genre Haminea[3]
- Penthominea Iredale, 1929[4]

## Liste des espèces
Selon World Register of Marine Species (3 janvier 2021) :
- Haminoea aequistriata E. A. Smith, 1872
- Haminoea alfredensis Bartsch, 1915
- Haminoea ambigua (A. Adams, 1850)
- Haminoea antillarum (d'Orbigny, 1841)
- Haminoea binotata Pilsbry, 1895
- Haminoea cairnsiana Melvill & Standen, 1895
- Haminoea cyanocaudata Heller & T. E. Thompson, 1983
- Haminoea elegans (Gray, 1825)
- Haminoea exigua (Schaefer, 1992)
- Haminoea flavescens (A. Adams, 1850)
- Haminoea fusari (Alvarez, Garcia & Villani, 1993)
- Haminoea galba Pease, 1861
- Haminoea glabra (A. Adams, 1850)
- Haminoea hydatis (Linnaeus, 1758)
- Haminoea margaritoides (Kuroda & Habe, 1971)
- Haminoea navicula (da Costa, 1778)
- Haminoea orbignyana (Férussac, 1822)
- Haminoea orteai Talavera, Murillo & Templado, 1987
- Haminoea padangensis Thiele, 1925
- Haminoea perrieri Morlet, 1889
- Haminoea petersi E. von Martens, 1879
- Haminoea petitii (d'Orbigny, 1841)
- Haminoea succinea (Conrad, 1846)
- Haminoea templadoi Garcia, Perez-Hurtado & Garcia-Gomez, 1991
- Haminoea tenella (A. Adams in Sowerby, 1850)
- Haminoea vesicula (Gould, 1855)
- Haminoea virescens (G. B. Sowerby II, 1833)
- Haminoea yamagutii (Habe, 1952)

## Galerie

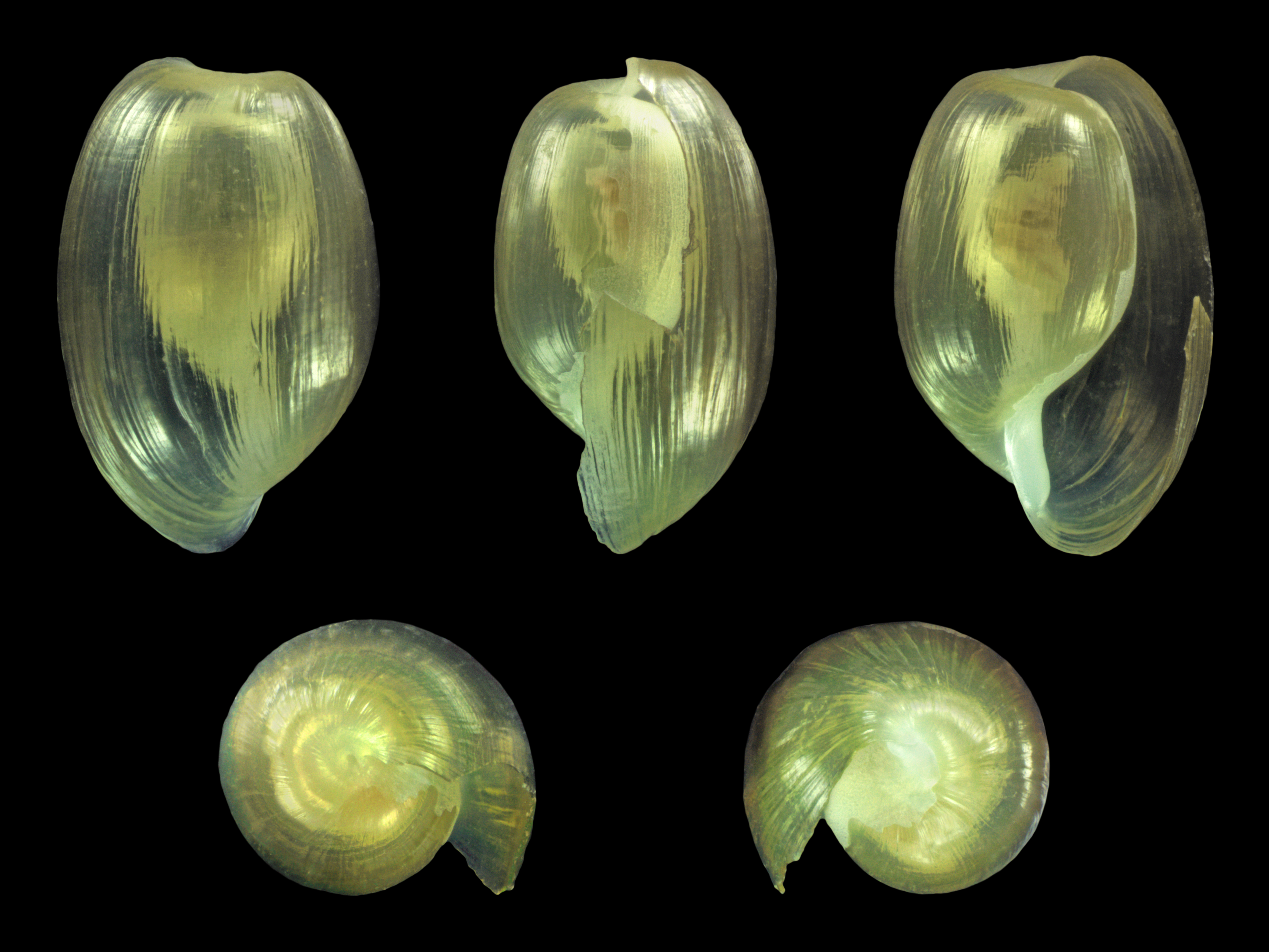
Haminoea hydatis.
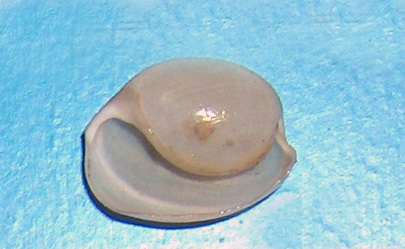
Haminoea navicula.